# Henri Madoré
Pour les articles homonymes, voir Madoré.
De son vrai nom Henri Madouré, Henri Madoré est un chanteur réunionnais né le 11 avril 1928 à Saint-Denis et mort le 31 décembre 1988 à Saint-Denis. 

## Biographie
Surnommé « Ti-Doré », il commence sa carrière de chanteur de rue en 1948 en interprétant ses premières compositions. Au début des années 1950, il se produit dans les fêtes, mariages, bals, entr'actes de cinéma et se fait connaître dans toute l'île : il sera très populaire à Saint-Pierre.
Le 15 mars 1955, il enregistre son premier disque avec les chansons Marmaille la bit' et La mandoze. Chanteur marginal, doué pour l'improvisation, l'insolence et la provocation, Henri Madoré exercera son art hors des circuits officiels, préférant chanter aux terrasses de cafés contre quelques verres de rhum. Ses chansons ont influencé Michel Admette.

## Discographie
78 tours
- Marmaille la bit' ; La mandoze, Festival OM31S.
- A.B.C.D. ; Pas besoin croire moin l'est mort, Festival OM32S.
- Z'enfant bâtard ; Pêcheurs Saint Leu, Festival OM33S.
- Mamzelle Rico ; Séga-cola, Philips.

45 tours
- Tantine tonton ; Prete a moins ton bergère, Soredisc SOR20015.
- Carrousel de bois ; La pétanque, Soredisc SOR20016.
- Les courses à Maurice ; Poupète coclet, Soredisc SOR20017.

Disques compacts

## Hommages
En 1998, le premier et le seul studio communal de répétition et d’enregistrement de l’île est inauguré à Saint-Benoît et porte son nom, studio Henri Madoré.